# 汉斯·施坦加辛格
汉斯·施坦加辛格（德語：Hans Stangassinger，1960年1月5日—），德国前男子雪橇运动员。他曾代表西德参加1984年冬季奥林匹克运动会雪橇比赛，联同弗朗茨·文巴赫尔获得双人金牌。